# Gilles (roman)
Gilles är en roman från 1939 av den franske författaren Pierre Drieu la Rochelle. Den utspelar sig under första världskriget och mellankrigstiden och skildrar Gilles Gambier, en fransman som tycker att den borgerliga världen är frånstötande. Efter att ha återvänt från kriget gifter sig Gilles med en judisk kvinna på grund av hennes förmögenhet, blir involverad i surrealiströrelsen, utvecklar sin egen blandning av kristendom och fascism, och ställer upp på nationalisternas sida i spanska inbördeskriget. Romanen är delvis självbiografisk. Drieu la Rochelle ansåg själv att det var hans bästa bok.

## Mottagande
Den franske kritikern Gaëtan Picon skrev: "Gilles (1939) är, utan tvekan, en av århundradets viktigaste romaner—och en av de böcker i vilka en mans avväpnande uppriktighet höjer sig till den storhet som vanligtvis är reserverad för litterära förvandlingar."